# Megaselia wuzhiensis
Megaselia wuzhiensis är en tvåvingeart som beskrevs av Fang 2005. Megaselia wuzhiensis ingår i släktet Megaselia och familjen puckelflugor. Inga underarter finns listade i Catalogue of Life.